# پائولو براندوانی
پائولو براندوانی (انگلیسی: Paolo Branduani؛ زادهٔ ۹ مارس ۱۹۸۹) بازیکن فوتبال اهل ایتالیا است.
از باشگاه‌هایی که در آن بازی کرده‌است می‌توان به باشگاه فوتبال اینتر میلان اشاره کرد.